# اروین زوکانوویچ
اروین زوکانوویچ (بوسنیایی: Ervin Zukanović؛ زاده ۱۱ فوریهٔ ۱۹۸۷) بازیکن فوتبال اهل بوسنی و هرزگوین است.